# Milan Mikulík
Milan Mikulík (* 10. listopadu 1980 Ostrava) je bývalý český lední hokejista hrající na pozici středního útočníka.

## Životopis
Svá mládežnická léta strávil v dresu Vítkovic. Během sezóny 1999/2000 hrál v dresu juniorů i mužského týmu Havlíčkova Brodu. Pro následující ročník se ale do celku Vítkovických juniorů vrátil. Vedle nich si ovšem zahrál i za Kometu Brno, hrající druhou nejvyšší soutěž, a za Porubu, jež tehdy hrála ještě o soutěž níž. V sezóně 2001/2002 hrál postupně za Znojmo a za brněnskou Kometu. Následující ročník vedle Znojma nastupoval i v dresu Horácké Slavie Třebíč. Během sezóny 2003/2004 za Znojmo a též za Olomouc. A o rok později vedle Znojma za Sarezu Ostrava. Ročník 2005/2006 strávil celý v dresu Znojemských Orlů. V sezóně 2006/2007 sice odehrál 17 utkání za Vítkovice, ale vyzkoušel si i zahraniční angažmá, a sice na Slovensku (Trenčín a Považská Bystrica) a v Německu (Crimmitschau). Během sezóny 2007/2008 již ale opět nastupoval za týmy v České republice, a to za České Budějovice a Mladou Boleslav. Další ročník začal ve Spartě, ale pak se přesunul do Ústí nad Labem. Ročník 2009/2010 odehrál za Kladno a pak opět za Ústí nad Labem. I následující ročník začal v dresu Mladé Boleslavi, ale pak jej dohrál v Ústí nad Labem. Od sezóny 2011/2012 se ovšem stal součástí mladoboleslavského celku a jeho barvy hájil ještě následující tři sezóny. Až v sezóně 2015/2016 odtud odešel opět do zahraničí, a to do běloruského týmu Něman Grodno. Odtud se ale po 18 odehraných zápasech vrátil zpět do České republiky, a sice do Slavie Praha.
V ní se na začátku sezóny 2016/2017 stal kapitánem mužstva. Vstup do sezóny se klubu povedl a před koncem první čtvrtiny soutěže se pohyboval na druhém místě. Pak ovšem majitel Slavie Vladimír Pitter z finančních důvodů propustit část hráčů, kteří rozpočet klubu zatěžovali nejvíce. Mezi ně patřil i Mikulík, jenž 11. října 2016 našel nové angažmá v Energii Karlovy Vary. V létě 2017 dále z Karlových Varů přestoupil do mužstva HC Frýdek-Místek, kde hrál s příležitostnými starty za Třinec, do sezóny 2020/2021.